# Rhytiphora crucensis
Rhytiphora crucensis là một loài bọ cánh cứng trong họ Cerambycidae.